# Уестминстърско абатство
Вижте пояснителната страница за други значения на Уестминстър.
Катедралата „Свети Петър“, известна със старото си име Уестминстърско абатство (на английски: Westminster Abbey) е сред най-известните сгради в Лондон, Обединеното кралство.
Между 1540 и 1556 г. има статут на катедрала. От 1560 година вече не е нито абатство, нито катедрала, а е „кралска собствена църква“ (Royal Peculiar) в Църквата на Англия, подчинена пряко на краля (суверен едновременно на кралството и на църквата).
Представлява готическа катедрала. Намира се в централната част на града, в района Уестминстър.
През 616 г. на мястото на днешната сграда е имало бенедиктинска църква. Абатството е построено при Едуард Изповедника (предпоследния англо-саксонски крал на Англия) в периода 1045 – 1050 г. и е осветено на 28 декември 1065 г. От 1245 г. до 1517 г. сградата претърпява реконструкции, след които добива сегашния си готически стил. Параклисът на Хенри VII е построен през 1503 г. и е сред най-красивите в Европа.
Комплексът на Уестминстърското абатство е в Списъка на световното наследство на ЮНЕСКО.
В абатството се провеждат коронациите на английските монарси от 6 януари 1066 г. насам когато крал Харолд Годуинсън е коронован там, и последният англо-саксонски крал. В абатството са се състояли 16 кралски сватби от 1100 г. насам. Там са погребани над 3300 души, повечето известни личности свързани с Британската история (включително поне 16 крале, 8 премиери, поети, учени, военни лидери, включително Исак Нютон, Чарлз Дарвин, Георг Хендел, Хенри Пърсел, Чарлз Дикенс, Уилям Шекспир). Гробът на незнайния воин също се намира в сградата. Поради големият брой изтъкнати личности погребани там, Уестминстърското абатство е понякога описвано като „Британската Валхала“, по името на емблематичната зала на героите от скандинавската митология.

## Галерия
- Северният вход
- Изглед от близкото Лондонско око. Малката бяла църква между абатството и Биг Бен е St. Margaret's
- Почитане на паметта на Хендел през 1784 г.
- Барелеф на Христос (фасада)
- Външен стенен надпис
- Западната фасада отдолу
- Десет мъченици от XX век над западния портал
- Фасадата нощем